# Ovulinae
Ovulinae zijn een onderfamilie van weekdieren uit de klasse van de Gastropoda (slakken).

## Geslachten
- Calcarovula C. N. Cate, 1973
- Kurodavolva Azuma, 1987
- Ovula Bruguière, 1789
- Pellasimnia Schilder, 1939
- Phenacovolva Iredale, 1930
- Takasagovolva Azuma, 1974
- Volva Röding, 1798

### Synoniemen
- Amphiperas Herrmannsen, 1846 => Ovula Bruguière, 1789
- Birostra Swainson, 1840 => Volva Röding, 1798
- Birostris Fabricius, 1823 => Volva Röding, 1798
- Ovulum G. B. Sowerby I, 1828 => Ovula Bruguière, 1789
- Parlicium Schilder, 1939 => Ovula Bruguière, 1789
- Radius Montfort, 1810 => Volva Röding, 1798